# Spirometr

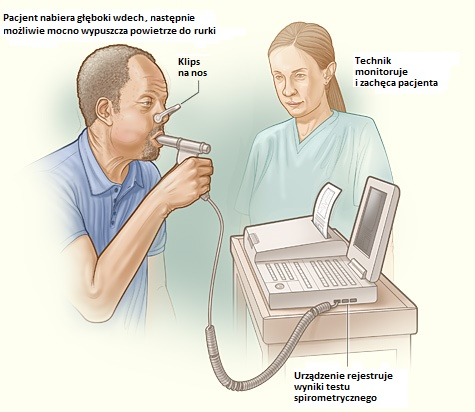
Test spirometryczny

Spirometr (dawniej także oddechomierz) – urządzenie pomiarowe służące do badania pojemności płuc. Rejestruje objętość i prędkość powietrza wdychanego i wydychanego.